# G・シュヴェヒテン

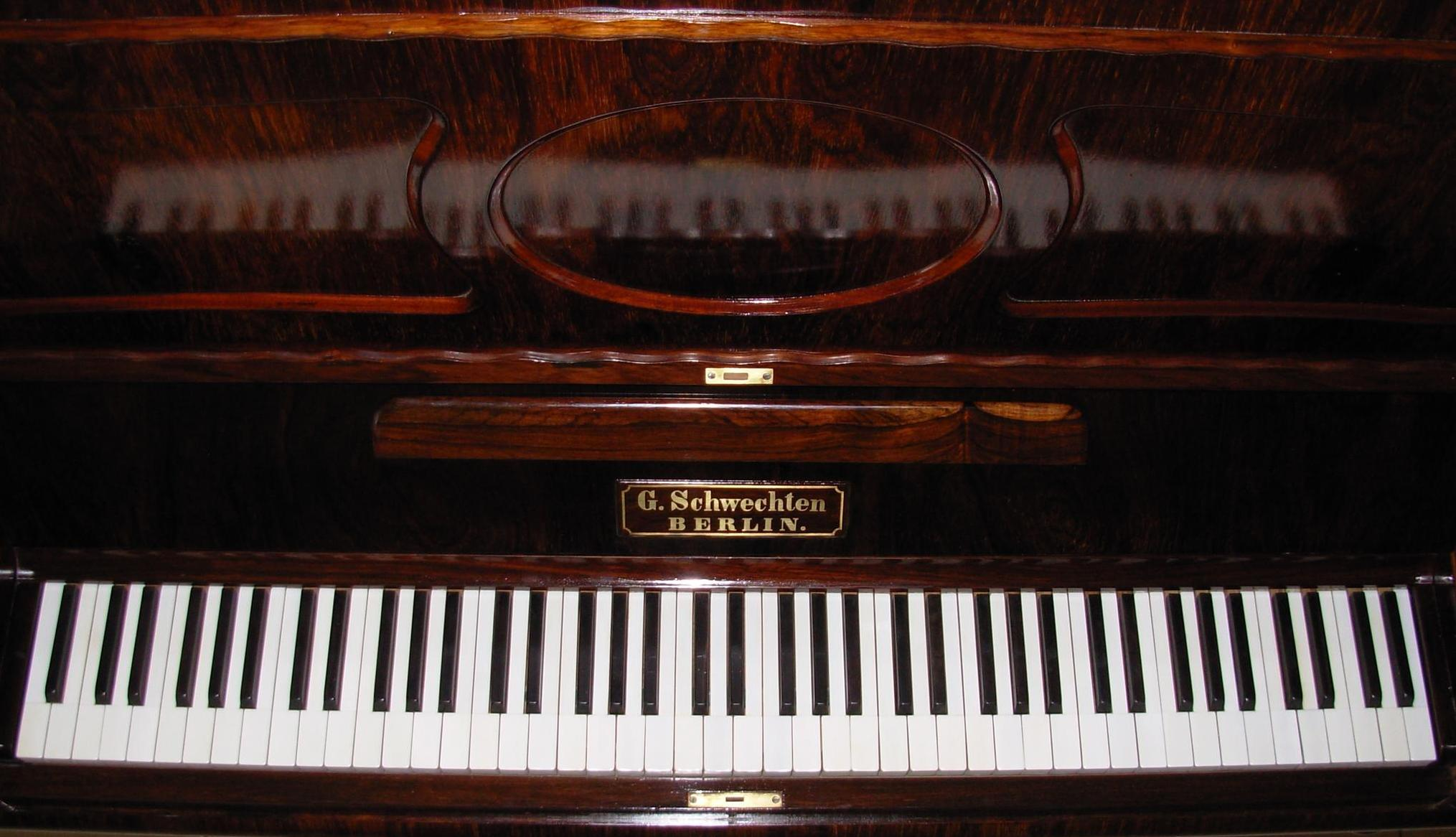
シュヴェヒテンピアノ No. 6171、1870年以前製造。

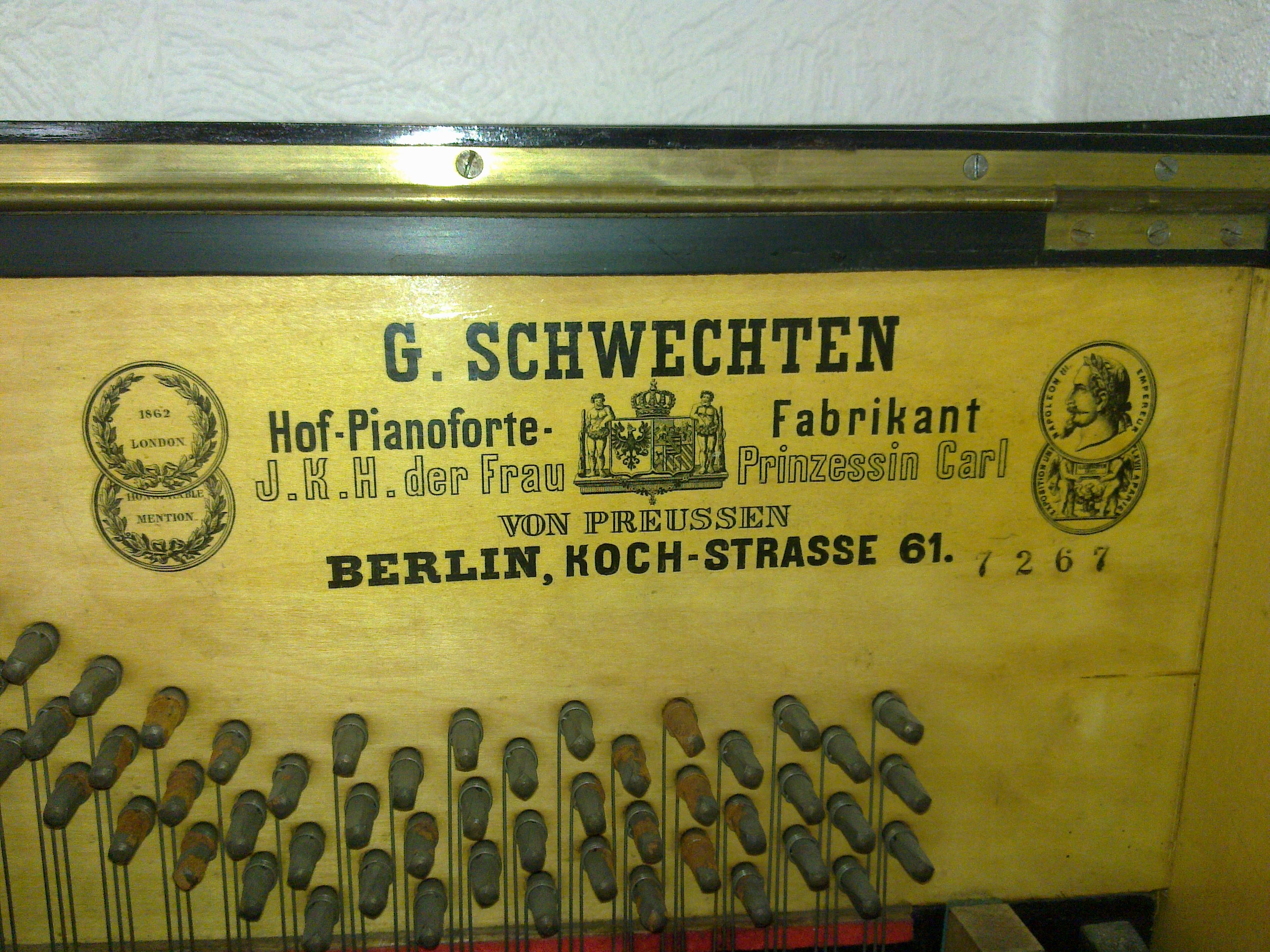
No. 7267ピアノの銘板

ゲオルク・シュヴェヒテン（Georg Schwechten、1827年2月4日シュトルツェナウ生、1902年8月19日ベルリン没）は、19世紀後半のベルリンの卓越したピアノ製作者の一人である。オリジナルの保存状態のよい、または修復されたシュヴェヒテンのアップライトピアノおよびグランドピアノは今でも称賛に値すると見なされており、珍しい。

## 歴史
ゲオルク・シュヴェヒテンは1853年に兄のハインリッヒ・シュヴェヒテン（1812年-1871年）によって1841年にベルリンKoch通り11番地で開業されたスクエア・ピアノの工房を引き継ぎ、弟のヴィルヘルム（1833年-1900年）と共に1853年にG. シュヴェヒテン社を創業した。1861年、ゲオルクはKoch通り60番地に工場を建設し、その後隣の不動産も取得した。G. シュヴェヒテン社のピアノはすぐに大きな名声を得た。ゲオルクの死後、娘のAnna Maria Clara Fiebelkornが会社を引き継いだ。彼女はSchwechtenhausを建設した。ヴィルヘルムの息子フリードリッヒとヴィルヘルム（1880年-1954年）は1910年にPianofabrik Schwechten & Boesを設立した（1911年からGebr, Schwechten、1912年からFriedrich Schwechten。ヴィルヘルム通り118番地）。1918年、2人とも親会社に戻った。ピアノ生産は1854年に始まり、1925年まで続いた。
エルンスト・パウアーは著書『A dictionary of pianists and composers for the pianoforte』（1895年）においてシュヴェヒテン社について記述している: 「Schwechten, G., ベルリン、宮廷ピアノ製造業者。1854年創業、現在120名の労働者を雇用。得意分野はアップライトピアノで、2万2千台以上を販売した。ロンドン、パリ、ウィーン、フィラデルフィア、メルボルンなどでメダルを受賞した」。
ChristopherおよびAnne AkerのウェブサイトPiano Grandsによれば、シュヴェヒテンピアノは「極めて珍しく、シュヴェヒテンよりも素晴らしいピアノはこれまで作られていない。ベルリンを拠点として、シュヴェヒテンピアノは19世紀のドイツとオーストリアにおける一部の非常に小さな工房から生まれた最高品質の仕事の最良の例である。シュヴェヒテンピアノは1839年にゲオルク・シュヴェヒテンの兄ハインリッヒの店で始まった。ゲオルク・シュヴェヒテンは1853年にベルリンで店を構え、優美な手作りピアノを専門とした。この素晴らしいピアノはゲオルクが死去した1902年に終わった」。
「Schwechten」のブランド名は中国の上海鋼琴有限公司（Shanghai Piano Co. Ltd.、1895年創業）によっても使用されていたが、ドイツのSchwechtenとの関係は不明である。